# Ichneumon middendorffii
Ichneumon middendorffii är en stekelart som beskrevs av Wilhelm Ferdinand Erichson 1851. Ichneumon middendorffii ingår i släktet Ichneumon och familjen brokparasitsteklar. Inga underarter finns listade i Catalogue of Life.